# Forma del cuerpo humano

Dibujos de formas humanas desnudas de un varón y una mujer que se encuentran en la placa de la Pioneer. Es de destacar los hombros anchos del varón y las caderas amplias de la mujer.

La forma del cuerpo humano es el resultado de la interacción de fenómenos complejos con detalles y funciones sofisticadas. La forma de una persona en general es definida por la estructura de su esqueleto, músculos y grasa. La estructura esquelética crece y cambia hasta el punto en que el ser humano alcanza la adultez y permanece aproximadamente invariable por el resto de la vida del individuo.
Durante la pubertad, tiene lugar la diferenciación del cuerpo del varón con respecto al de la mujer con el propósito de servir a la reproducción. En los humanos adultos, la masa muscular puede variar a consecuencia de ejercicio, y la distribución de grasa puede variar a causa de fluctuaciones en los niveles de hormonas. Los genes heredados también desempeñan un rol importante en el desarrollo de la forma del cuerpo humano.
La forma del cuerpo ha afectado las posturas y andaduras del cuerpo, y ha desempeñado un rol importante en la atracción física. Esto se debe a que la forma del cuerpo es consecuencia del nivel hormonal del individuo durante la pubertad, que a su vez implica fertilidad, y también brinda cierta información sobre los niveles actuales de sus hormonas sexuales. Una forma agradable sugiere una buena salud y tono físico del cuerpo. El arte del dibujo de figuras define ciertas proporciones del cuerpo que son consideradas ideales.